# Буді (Іллінойс)
Буді (англ. Boody) — переписна місцевість (CDP) в США, в окрузі Мейкон штату Іллінойс. Населення — 232 особи (2020).

## Географія
Буді розташоване за координатами 39°45′56″ пн. ш. 89°2′50″ зх. д. / 39.76556° пн. ш. 89.04722° зх. д. (39.765489, -89.047239).  За даними Бюро перепису населення США в 2010 році переписна місцевість мала площу 2,63 км², уся площа — суходіл.

## Демографія
Згідно з переписом 2010 року, у переписній місцевості мешкало 276 осіб у 113 домогосподарствах у складі 84 родин. Густота населення становила 105 осіб/км².  Було 124 помешкання (47/км²).
Расовий склад населення:
| - 99,6 % — білих - 0,4 % — чорних або афроамериканців |

До двох чи більше рас належало 0,0 %. Частка іспаномовних становила 0,0 % від усіх жителів.
За віковим діапазоном населення розподілялося таким чином: 22,5 % — особи молодші 18 років, 64,5 % — особи у віці 18—64 років, 13,0 % — особи у віці 65 років та старші. Медіана віку мешканця становила 41,9 року. На 100 осіб жіночої статі у переписній місцевості припадало 104,4 чоловіків;  на 100 жінок у віці від 18 років та старших — 103,8 чоловіків також старших 18 років.
Середній дохід на одне домашнє господарство  становив 77 070 доларів США (медіана — 81 250), а середній дохід на одну сім'ю — 79 199 доларів (медіана — 84 250). За межею бідності перебувало 6,5 % осіб, у тому числі 15,4 % дітей у віці до 18 років та 0,0 % осіб у віці 65 років та старших.
Цивільне працевлаштоване населення становило 129 осіб. Основні галузі зайнятості: будівництво — 33,3 %, виробництво — 24,0 %, мистецтво, розваги та відпочинок — 14,0 %, науковці, спеціалісти, менеджери — 13,2 %.